# Якірний ланцюг

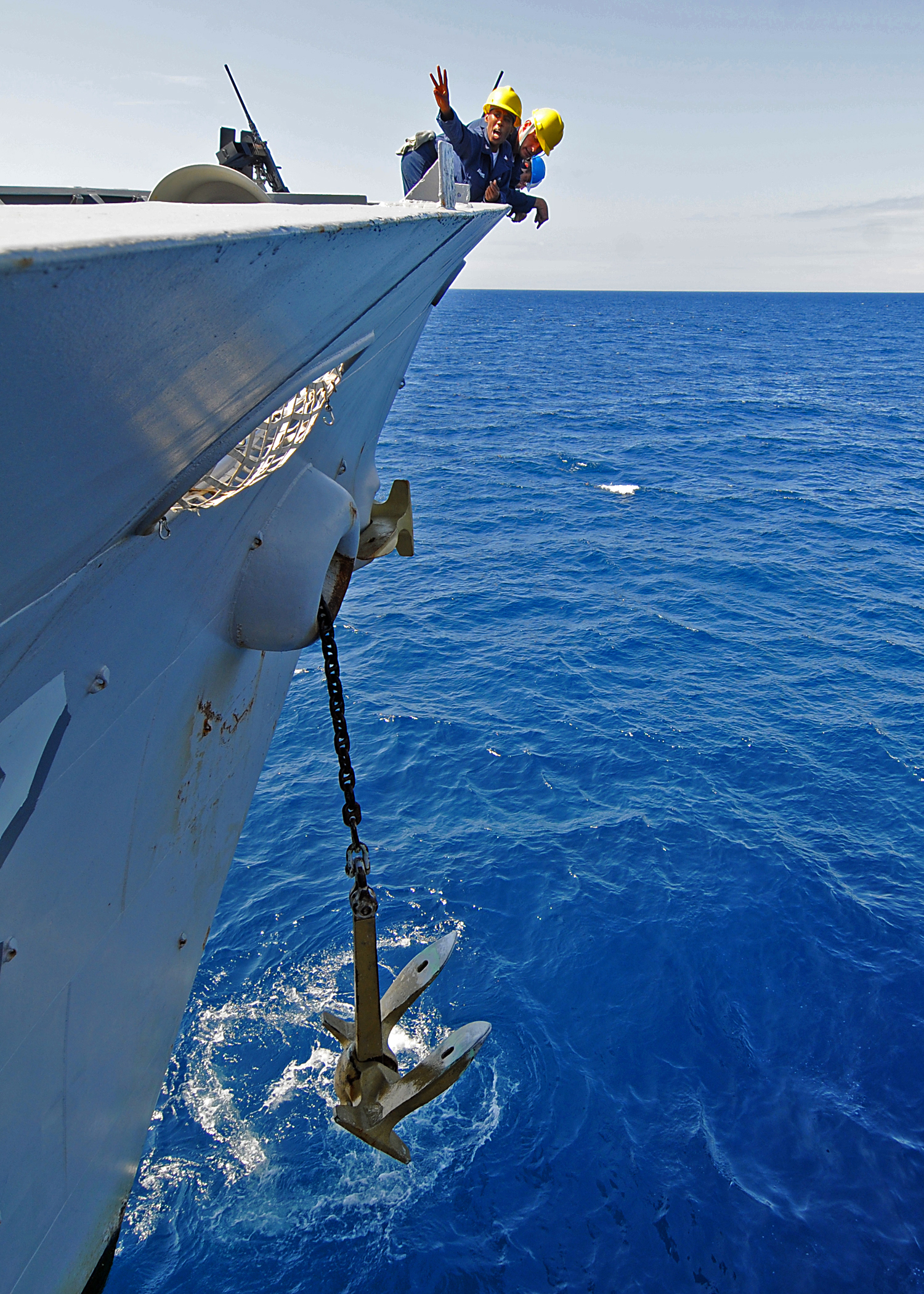
Поставлення судна на якір

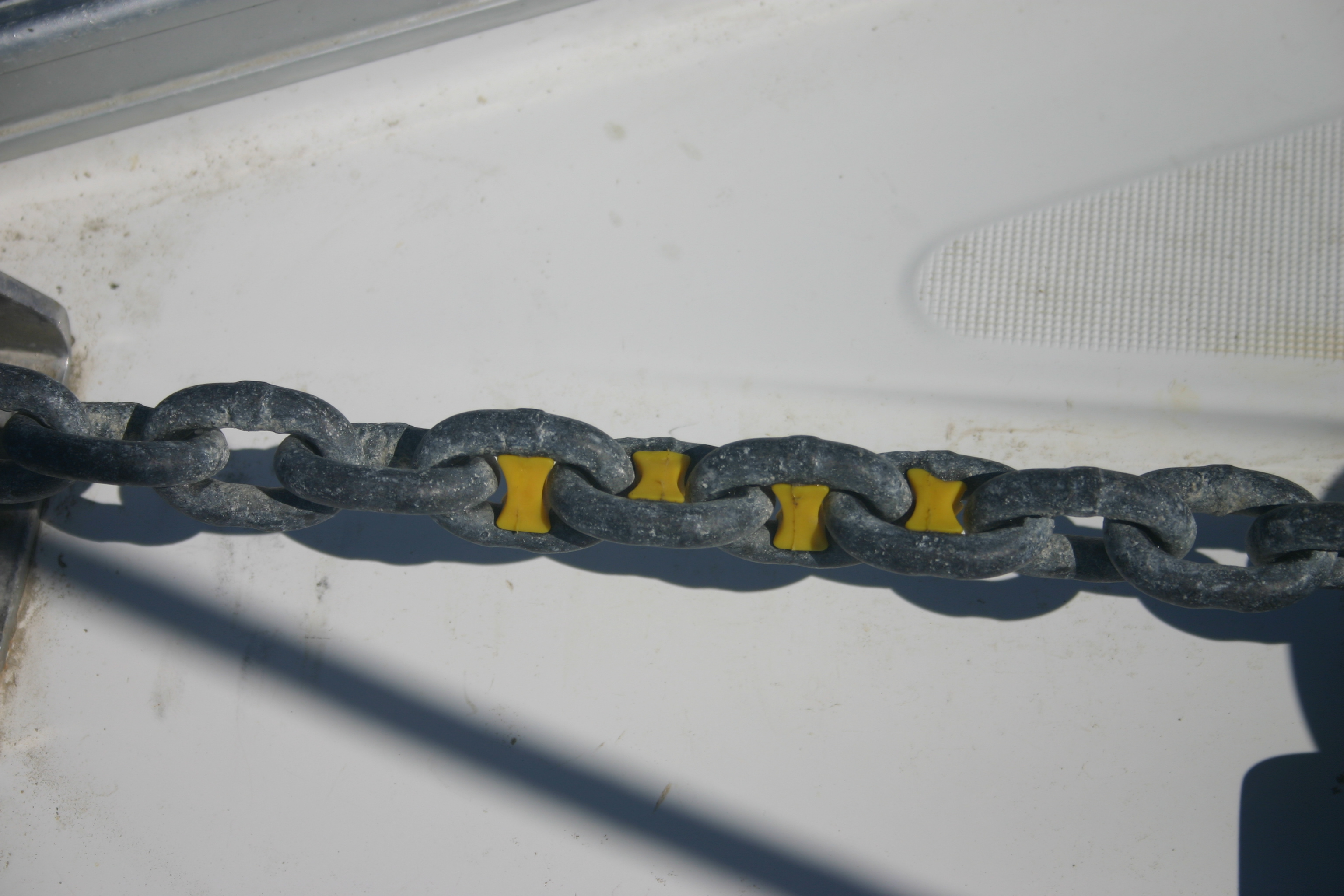
Ланцюг з пластиковими вставками, що використовуються для маркування

Ланка якірного ланцюга з контрфорсом. d — калібр

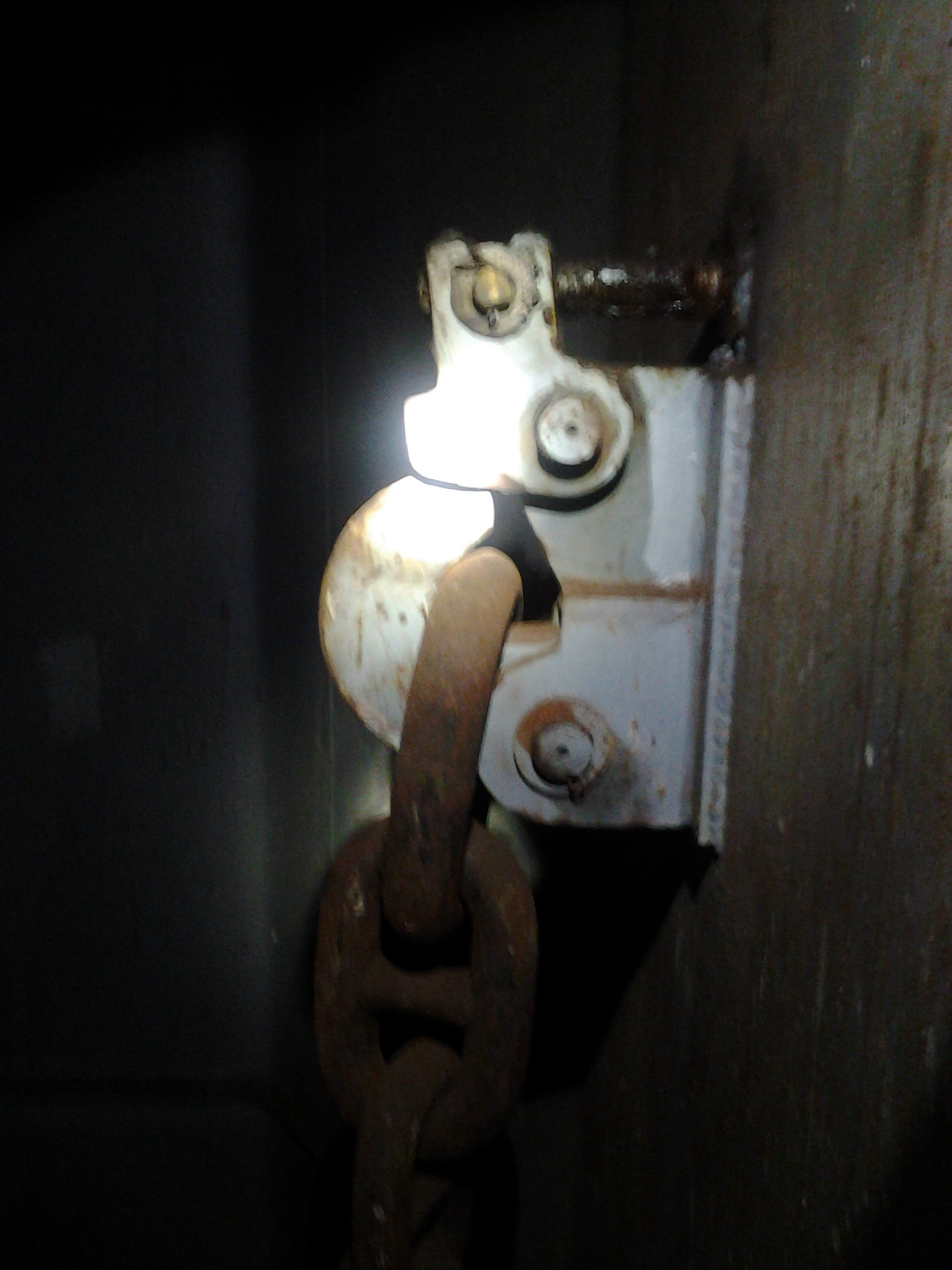
Кріплення якірного ланцюга до корпусу судна

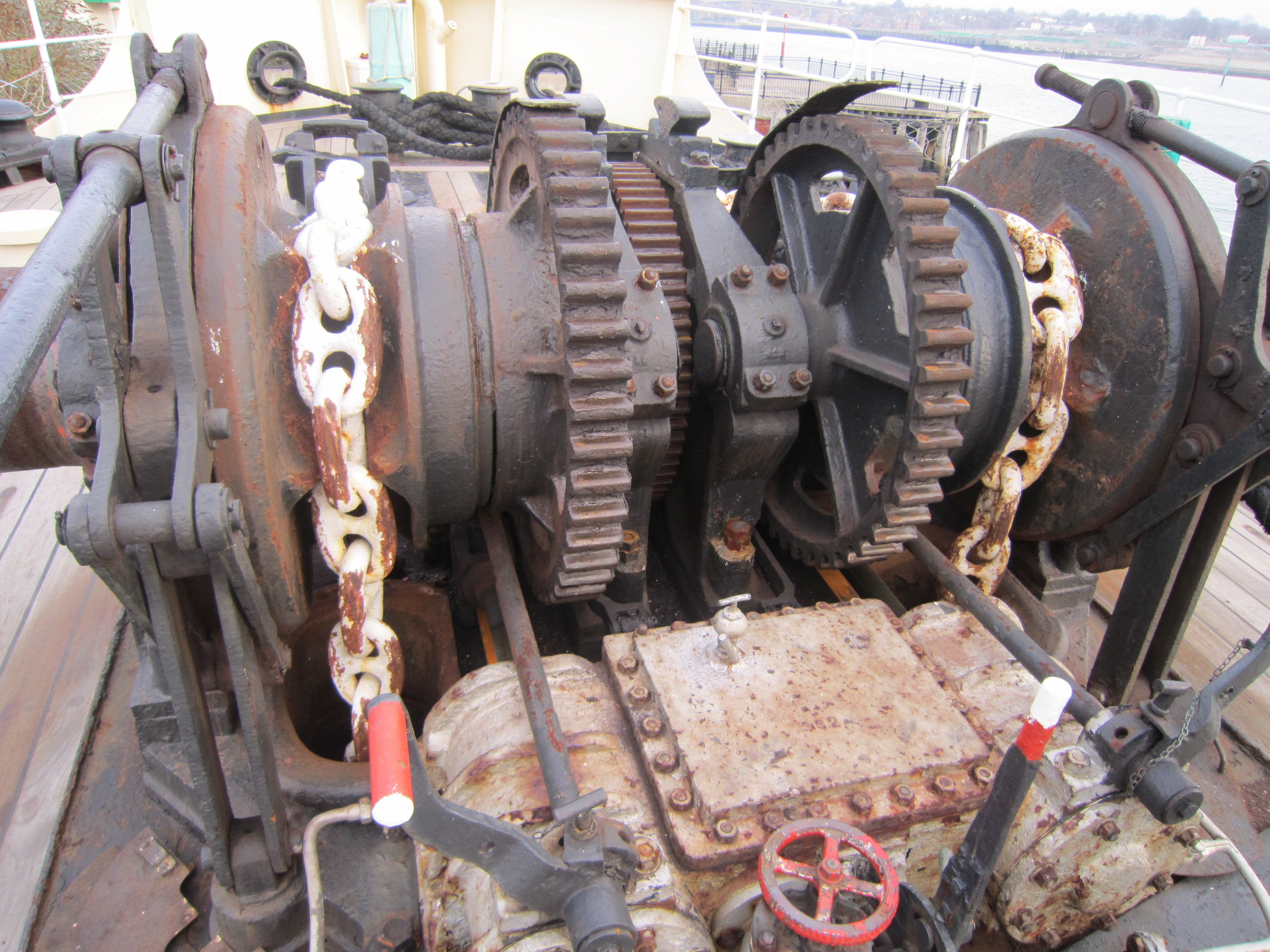
Брашпиль

Я́кірний ланцю́г (англ. anchor chain) — складова частина якірного пристрою, що служить для забезпечення гнучкого з'єднання якоря з корпусом судна.

## Опис
Якірні ланцюги зазвичай складаються з 10—13 змичок (окремих шматків ланцюга довжиною кожного у 25+2,5на вітчизняних або 27,5 метрів на суднах іноземного виробництва), сполучених спеціальними роз'ємними кільцями (ланками). Основним елементами суднового якірного ланцюга є окремі загальні ланки у вигляді видовжених кілець з розпірками (контрфорсами) або без них. Загальна довжина якірного ланцюга може коливатися від 100 до 600 метрів. Якірний ланцюг, завдяки своїй великій вазі, провисає і тим самим сприяє поглинанню динамічних зусиль, які виникають при хитавиці судна і при раптових поривах вітру. Окрім того ланцюг не запутується, менше стирається.
Якірний ланцюг одним кінцем (якірною частиною) прикріплюється вертлюгом до якоря за допомогою якірної скоби, іншим — (корінною частиною) кріпиться до змички, що прикріплюється до корпусу судна за допомогою жвака-галса або спеціального механізму (машинки), які дозволяють в аварійній ситуації звільнити судно від витравленого якірного ланцюга.
Жвака-галс — це короткий ланцюг, який одним кінцем міцно закріплений на корпусі судна, а на другому кінці закінчується відкидним гаком (глаголь-гаком). Звільнення носика відкидного гака разом із закладеною в спеціальну машинку кінцевою ланкою корінної змички робиться дистанційно: привод машинки розвертає стопорну скобу, яка звільняє носик відкидного гака, і вивільнена частина якірного ланцюга під дією сили тяжіння випадає за борт.
Приведення у рух якірного ланцюга забезпечується устаткуванням, у вигляді механізму з барабанами та ланцюговими зірочками. Пристрій з вертикально розташованою віссю обертання барабанів носить назву шпиль, з горизонтальною віссю — брашпиль. Вибраний якірний ланцюг спускається через ланцюговий клюз по ланцюговій трубі в ланцюговий ящик, до стінки якого кріпиться корінна змичка.
Для визначення довжини витравленого ланцюга пости керування (бра)шпилем обладнуються лічильниками. Крім того, кожні 20 метрів якірний ланцюг маркується шляхом накладення на контрфорси ланок (крім сполучних), зафарбованих у певний колір марок із відпаленого сталевого дроту.
| Довжина якірного ланцюга, м | Колір маркованої ланки та к-сть |
| --------------------------- | ------------------------------- |
| 20                          | одна червона                    |
| 40                          | дві червоних                    |
| 60                          | три червоних                    |
| 80                          | чотири червоних                 |
| 100                         | п'ять червоних                  |
| 120                         | одна біла                       |
| 140                         | дві білих                       |
| 160                         | три білих                       |
| 180                         | чотири білих                    |
| 200                         | п'ять білих                     |
| 220                         | одна червона                    |
| 240                         | дві червоних                    |
| і так далі.                 |                                 |

Змички між собою з'єднують сполучними ланками. По них і здійснюють маркування білою фарбою: між першою і другою — по одній ланці з обох сторін від скоби Кентера; між другою і третьою — по дві, і таким способом до п'яти змичок. Кожна остання відмаркована ланка додатково маркується металевою стрічкою. Між шостою й сьомою змички маркуються, як між першою та другою і так далі. Існує метод маркування, при якому кількість відмаркованих ланок від скоби дорівнює кількості змичок. Для приєднання якірної змички до якоря використовується кінцева скоба. Прикінцева ланка — ланка якірного ланцюга, призначена для з'єднання якірного ланцюга з лицевою скобою або з гаком пристрою для закріплювання й віддання корінного кінця якірного ланцюга. Лицева скоба — скоба, призначена для з'єднання якірного ланцюга з якірною скобою.
Калібр якірного ланцюга — діаметр поперечного перерізу загальної ланки якірного ланцюга в місці дотику її до іншої ланки. Калібр якірних ланцюгів може бути від 11 до 162 мм, для сучасних великих суден зазвичай — від 81 до 120 мм.
Ланки якірного ланцюга калібром понад 15 мм зазвичай оснащують контрфорсами, які збільшують міцність ланки приблизно на 20 %.
Для утримання якірного ланцюга у натягнутому стані застосовуються стопори — стаціонарні й переносні (палубні та ланцюгові). Для ланцюгів великого калібру частіше застосовується стопор з накидним палом, у вигляді станини з жолобом або накидний пал, що перешкоджає витравлюванню якірного ланцюга, при накладанні поперек до нього. До інших конструкцій стопорів якірних ланцюгів належать — гвинтовий стопор та стопор Легофа.
Маса частини якірного ланцюга, що лежить на ґрунті, збільшує тримальну силу якоря.
Для направлення якірного ланцюга служать розташовані в бортах і палубі якірні клюзи.
Перед постановкою на якір з нього знімають кришки, потім, звільнивши якірний ланцюг від ланцюгового та інших стопорів, випробують роботу приводів брашпилів (на великих глибинах якір опускають не у вільному падінні, а за допомогою привода) витравлювання і вибирання якоря на найменшому ходу. Потім, витравивши якір на необхідну довжину якірного ланцюга, затискають стрічкове гальмо.
При вибиранні якірного ланцюга його відмивають від ґрунту і втягують у клюз. Коли якірні операції завершені й судно виходить у плавання у відкритому морі, якірний ланцюг беруть на стопори (один з яких — ланцюговий).
Поставленням на якір та зняттям з нього керують:
- на містку — капітан судна або його старший помічник,
- на баку — третій помічник капітана.